# Virachola zelomima
Virachola zelomima är en fjärilsart som beskrevs av Hans Rebel 1919. Virachola zelomima ingår i släktet Virachola och familjen juvelvingar. Inga underarter finns listade i Catalogue of Life.